# Alt.tv.simpsons
alt.tv.simpsons (llamado "ats" por los lectores regulares) es un grupo de noticias de Usenet dedicado a discutir el programa de televisión estadounidense Los Simpson. Creado en 1990, el grupo de noticias se convirtió en una comunidad popular a principios de la década de 1990 y continúa existiendo en 2024. Es conocido por revisar episodios y detalles menores en el programa.
Los escritores de Los Simpson conocen el foro y han leído en varias ocasiones los comentarios que se hacen en él. El personaje Comic Book Guy se usa a menudo en el programa para satirizar y responder a los fanáticos del grupo de noticias. En entrevistas, algunos escritores han admitido que no les gusta que los escudriñen, pero otros escritores han participado en las discusiones del foro. Los comentaristas independientes llaman al foro un ejemplo de una "audiencia activa" y han afirmado que Los Simpson está hecho a la medida para tal foro.

## Historia
El grupo de noticias fue creado por Gary D. Duzan durante la tercera semana de marzo de 1990, cuatro meses después de la primera emisión de un episodio regular del programa, que fue el episodio "Simpsons Roasting on an Open Fire: The Simpson's Christmas Special".– un especial de Navidad que se emitió el 17 de diciembre de 1989. En ese momento, Duzan estaba en su tercer año, estudiando informática en la Universidad de Delaware.
El grupo de noticias se creó antes de que existiera la World Wide Web, que surgió en 1993, por lo que esas primeras discusiones se llevaron a cabo en plataformas de solo texto. Según Chris Turner, un periodista canadiense y escritor del libro Planet Simpson, el grupo de noticias estuvo entre los grupos de noticias con más tráfico de principios de la década de 1990. En ese período se convirtió en una comunidad popular en Internet. Según Brian Reid, un informático que ha estado siguiendo el tráfico de los grupos de noticias desde 1985, alt.tv.simpsons fue el grupo de noticias de televisión más popular en mayo de 1994, por delante de los grupos de noticias de debate sobre los grupos de noticias de televisión en general (rec.arts.tv), Monty Python (alt.fan.monty-python), The Late Show with David Letterman (alt.fan.letterman) y telenovelas (rec.arts.tv.soaps). Dado que no existe un método oficial para medir el tráfico de grupos de noticias, la lista se considera no oficial.

## Discusiones
Desde su inicio, los usuarios usarían el grupo de noticias para discutir la calidad del episodio, así como para hablar sobre errores de continuidad y trivialidades. También discutirían referencias culturales, generalmente relacionadas con la cultura pop. Otro tema común son los gags de cuadros congelados, que son bromas que solo se pueden ver cuando el espectador graba el episodio y congela la imagen. Todas estas muchas discusiones fueron recopiladas y enviadas a The Simpsons Archive, que contiene al menos 330 guías de episodios, así como otras guías. El grupo de noticias también proporciona The Simpsons Archive con información sobre los personajes y el escenario, así como una compilación de artículos sobre el programa y entrevistas con su elenco y equipo.
Entre los temas de discusión más frecuentes se encuentran la ubicación real de Springfield, la sexualidad de Waylon Smithers y " Who Shot Mr. Burns?", un truco publicitario de dos episodios en el que el Sr. Burns recibió un disparo de un desconocido. personaje. Los escritores insertaron muchas pistas secretas en el episodio e implementaron un concurso en el que quien descubriera primero al tirador sería animado en un episodio del programa. Aunque la comunidad de alt.tv.simpsons debatió este misterio hasta el extremo, nadie adivinó oficialmente la respuesta correcta y, por lo tanto, nunca se animó a nadie en el programa. Debido a las normas del concurso, se tuvo que seleccionar un ganador de una muestra aleatoria de entradas. La muestra no contenía ninguna respuesta correcta, por lo que el ganador elegido no tenía la respuesta correcta y recibió un premio en efectivo en lugar de ser animado.

## Relación con los escritores
Los escritores del programa conocen el grupo de noticias y, a veces, hacen bromas a su costa. Dentro de la serie, el personaje Comic Book Guy se usa a menudo para representar a un habitante estereotipado de alt.tv.simpsons. El primero de estos casos ocurrió en el episodio de la séptima temporada " Radiactive Man ", en el que Comic Book Guy inicia sesión en su grupo de noticias favorito alt.nerd.obsessive. El eslogan frecuentemente repetido de Comic Book Guy, "El peor episodio de la historia", apareció por primera vez en alt.tv.simpsons en una reseña de episodio y David S. Cohen decidió usar esta respuesta de los fanáticos para satirizar la pasión y la inconstancia de los aficionados.
El episodio de la octava temporada "The Itchy & Scratchy & Poochie Show" se ve en gran medida como una sátira de los "fanáticos incondicionales" que componen el grupo de noticias, así como una respuesta a la reacción violenta del espectador y la obsesión con la consistencia interna que esos fanáticos comúnmente expresan. Cuando Comic Book Guy ve el episodio de Poochie, inmediatamente se conecta a Internet y escribe: "El peor episodio de la historia" en un tablero de mensajes; un comentario sobre cómo la audiencia activa critica el episodio. Los escritores responden usando la voz de Bart Simpson:

Comic Book Guy: Itchy & Scratchy de anoche fue, sin duda, el peor episodio de la historia. Tenga la seguridad de que estaba en Internet en cuestión de minutos registrando mi disgusto en todo el mundo.

Bart: Oye, sé que no fue genial, pero ¿qué derecho tienes a quejarte?

Comic Book Guy: Como espectador leal, siento que me lo deben.

bart: que? Te están dando miles de horas de entretenimiento gratis. ¿Qué podrían deberte? En todo caso, se lo debes.

Comic Book Guy: [pausa] El peor..episodio..de la historia.
David S. Cohen"The Itchy & Scratchy & Poochie Show", Los Simpsons

El eslogan aparece además en el episodio de la undécima temporada "Jinetes galácticos", y como el título del episodio de la duodécima temporada " Worst Episode Ever". El eslogan también se puede usar para describir otras cosas diciendo: "Lo peor. (Sustantivo). Nunca."
Los escritores también usan el grupo de noticias para probar cuán observadores son los fanáticos. En el episodio de la séptima temporada "Treehouse of Horror VI", el escritor del segmento Homer 3, David S. Cohen, insertó deliberadamente una ecuación falsa en el fondo de una escena. La ecuación que aparece es 178212 + 184112 = 192212. Aunque es una declaración falsa, parece ser verdadera cuando se evalúa en una calculadora típica con 10 dígitos de precisión. Si fuera cierto, refutaría el último teorema de Fermat, que acababa de ser probado cuando este episodio se emitió por primera vez. Cohen generó este "casi accidente de Fermat" con un programa de computadora. Después de que se emitió el episodio, Cohen estuvo al acecho en el grupo de noticias para ver la respuesta; al principio hubo asombro cuando los usuarios lo probaron, pero luego hubo desesperación cuando descubrieron que solo tenía una precisión de ocho decimales cuando se expresaba en notación científica.

## Recepción
Los comentarios de alt.tv.simpsons han sido citados o citados en los escritos de los comentaristas de los medios de comunicación. Esto ha llevado a situaciones en las que las relaciones entre escritores y espectadores se han vuelto tensas. En 1994, el creador de Los Simpson, Matt Groening, reconoció que él y los demás productores habían estado leyendo el grupo de noticias y, frustrado, dijo: "A veces tengo ganas de juntar sus cabezas electrónicas". En otro caso, el escritor Ian Maxtone-Graham hizo comentarios sobre los fanáticos en Internet en una entrevista con The Independent, llamándolos "ceja de escarabajo" y diciendo: "Es por eso que están en Internet y nosotros estamos escribir el programa". El escritor Bill Oakley solía responder a fanáticos selectos de Los Simpson por correo electrónico de manera amistosa, pero en 1996 afirmó que "hay personas que se lo toman en serio hasta el punto del absurdo". En una caricatura de La vida en el infierno 1994, Matt Groening dio a entender que leyó el grupo de noticias.
En el capítulo "Quién quiere caramelos" del libro de 2004 Leaving Springfield, Robert Sloane encuentra en alt.tv.simpsons un ejemplo de una "audiencia activa... que lucha por encontrar su propio significado en el programa". Menciona que en este contexto, los fanáticos critican el programa hasta el extremo y no dejan margen para el error, donde los escritores creen que el criticar conduce a una subestimación de las cualidades del programa. Chris Turner escribe en el libro de 2004 Planeta Simpson: Cómo una obra maestra de las caricaturas documentó una era y definió una generación que Los Simpson aparecieron hechos a la medida para un grupo de noticias a principios de la década de 1990 porque incluye detalles menores que recompensan la observación atenta y pueden analizarse fácilmente.